# Sleeping with Sirens
Sleeping with Sirens — американская рок группа из Орландо, штат Флорида, в настоящее время участники группы проживают в Гранд-Рапидс, штат Мичиган. Группа образовалась в сентябре 2009 года членами Broadway, For All We Know и Paddock Park. В настоящее время группа подписала контракт с Epitaph Records и выпустила пять полноформатных альбомов и один акустический EP. Их третий альбом, названный Feel, дебютировал на третьем месте на американском Billboard 200, а их четвертый альбом, названный Madness и выпущенный 17 марта 2015 года благодаря Epitaph Records, породил сингл "Kick Me". В сентябре 2017 года вышел альбом "Gossip". Группа прежде всего известна благодаря уникальному голосу вокалиста Келлина Куинна.

## История

### Формирование иWith Ears to See and Eyes to Hear(2009—2010)
«With Ears to See and Eyes to Hear» был дебютным альбомом группы, выпущенным 23 марта 2010 года под лейблом Rise Records. Альбом дебютировал с 7 строчки Billboard Heatseekers Chart и 36 строчки в рейтинге Top Independent Albums. Альбом получает положительные отзывы отчасти из-за голоса Келлина Куинна. Также, это единственный релиз группы при участии гитариста Ника Тромбино и Брэндона МакМастера, которые впоследствии были заменены на Джесси Лоусона и Джека Фаулера.

### Let’s Cheers to ThisиIf You Were a Movie, This Would Be Your Soundtrack(2011—2012)
7 апреля 2011 года, группа выпустила первый сингл,«Do It Now Remember It Later», с их нового альбома. Позже, 28 апреля, был выпущен следующий сингл «Fire». Второй альбом «Let’s Cheers to This» был выпущен 10 мая 2011 года. 26 июля 2012 года, Sleeping With Sirens выпустили первый акустический мини-альбом «If You Were a Movie, This Would Be Your Soundtrack». Он дебютирует на 17 строчке Billboard 200 c 17,486 проданными копиями в первую неделю. 21 октября 2012 года, специально к Хэллоуину, Sleeping With Sirens презентовали новый сингл, который был назван «Dead Walker Texas Ranger».

### Feelи уход Джесси Лоусона (2013)
В январе 2013 года группа отправляется в студию для записи следующего альбома, который следовало ожидать к середине 2013 года.
23 апреля 2013 года Sleeping With Sirens выпускают первый сингл под названием «Low» и объявляют дату выхода альбома «Feel»: 4 июня 2013 года. В поддержку альбома группа выступает на Vans Warped Tour 2013 на сцене Kia. 21 мая выходит второй сингл,«Alone», в записи которого принимал участие рэпер Machine Gun Kelly.
4 августа группа объявляет тур The Feel This Tour в поддержку альбома. В туре также принимают участие Memphis May Fire, Breathe Carolina, Our Last Night и Issues.
16 октября из группы уходит гитарист, Джесси Лоусон. Причиной ухода он называет желание быть ближе к семье, а также желание начать новый музыкальный проект.. На место ушедшего гитариста приглашают Ника Мартина, гитариста D.R.U.G.S., в качестве сессионного гитариста в предстоящем UK\EU Feel Tour.

### Madness(2014–2016)
6 июля 2014 года группа выложила фотографии участников группы, записывающих новую музыку с Джоном Фельдманном.  21 июля 2014 года группа объявила, что станет хэдлайнером мирового турне вместе с Pierce the Veil, с поддержкой выступлений Beartooth и This Wild Life. ]8 августа 2014 года участники группы объявили, что группа рассталась с Rise Records и работает как независимая группа. Однако 10 ноября 2014 года на Alternative Press было объявлено, что группа подписала контракт с Epitaph Records и выпустила новый сингл под названием «Kick Me».  Группа последовала за выпуском "Kick Me" с синглом "We Like It Loud" в новогодний день. Он был доступен для бесплатного скачивания в течение двадцати четырех часов на сайте группы.

### Gossip(2017–2019)
Следующий альбом группы, Gossip, был выпущен 22 сентября 2017 года.  Они начали свой международный тур Up Close и Personal Gossip в октябре 2017 года со специальными гостями The White Noise, Palaye Royale и Chase Atlantic.  Начиная с мая 2018 года, Sleeping With Sirens начали европейскую часть тура с Chase Atlantic и Chapel

### How It Feels to Be Lost(2019–2021)
19 июня 2019 года группа выпустила сингл «Leave It All Behind», который ближе к их более старому звучанию, а не более попсовому, как Gossip, и анонсировала свой шестой студийный альбом How It Feels to be Lost. Это будет первый релиз группы под Sumerian Records. 19 июля 2019 года группа выпустила второй сингл альбома "Break Me Down". 8 августа 2019 года группа выпустила третий сингл альбома, "Agree To Disagree" Альбом выходит 6 сентября, в тот же день группа выпускает клип на одноименный трек.

### Complete Collapse(2021–настоящее время)
2 июня 2021 года группа выпустила сингл «Bloody Knuckles» со своего будущего альбома. Чуть больше года спустя, 22 июня 2022 года, группа выпустила свой второй сингл под названием «Crosses» при участии Спенсера Чемберлена из Underoath, а также анонсировала свой седьмой студийный альбом Complete Collapse , который вышел 14 октября 2022 года. 
14 июля 2022 года гитарист Джек Фаулер объявил о своем уходе из группы, хотя до этого он внес свой вклад в альбом. 
11 августа 2022 года группа выпустила два сингла: «Let You Down» при участии Шарлотты Сэндс и «Ctrl + Alt + Del». 
Сингл «Complete Collapse» был выпущен 14 сентября 2022 года вместе с сопровождающим его музыкальным клипом. 
Альбом был выпущен 14 октября 2022 года вместе с «Be Happy», еще одним треком с альбома, в качестве сингла в тот же день.
После выхода альбома группа отправилась в несколько туров в его поддержку, охватив США, Европу и Австралию. К ним относятся Complete Collapse Tour, Ctrl+Alt+Del Tour, EU Tour 2023 и Family Tree Tour. Группа также поддерживала The Used в их туре осенью 2023 года. 
В преддверии тура с The Used группа отправилась в короткий тур по Америке в качестве хедлайнеров с Dead American и TX2 в качестве разогрева.
29 сентября 2023 года группа выпустила Complete Collapse (Deluxe Edition), включающий различные акустические версии песен с альбома и ранее не издававшуюся песню «Don't Let the Party Die», которая также была выпущена как сингл в тот же день с сопровождающим ее музыкальным видео. 

## Участники группы

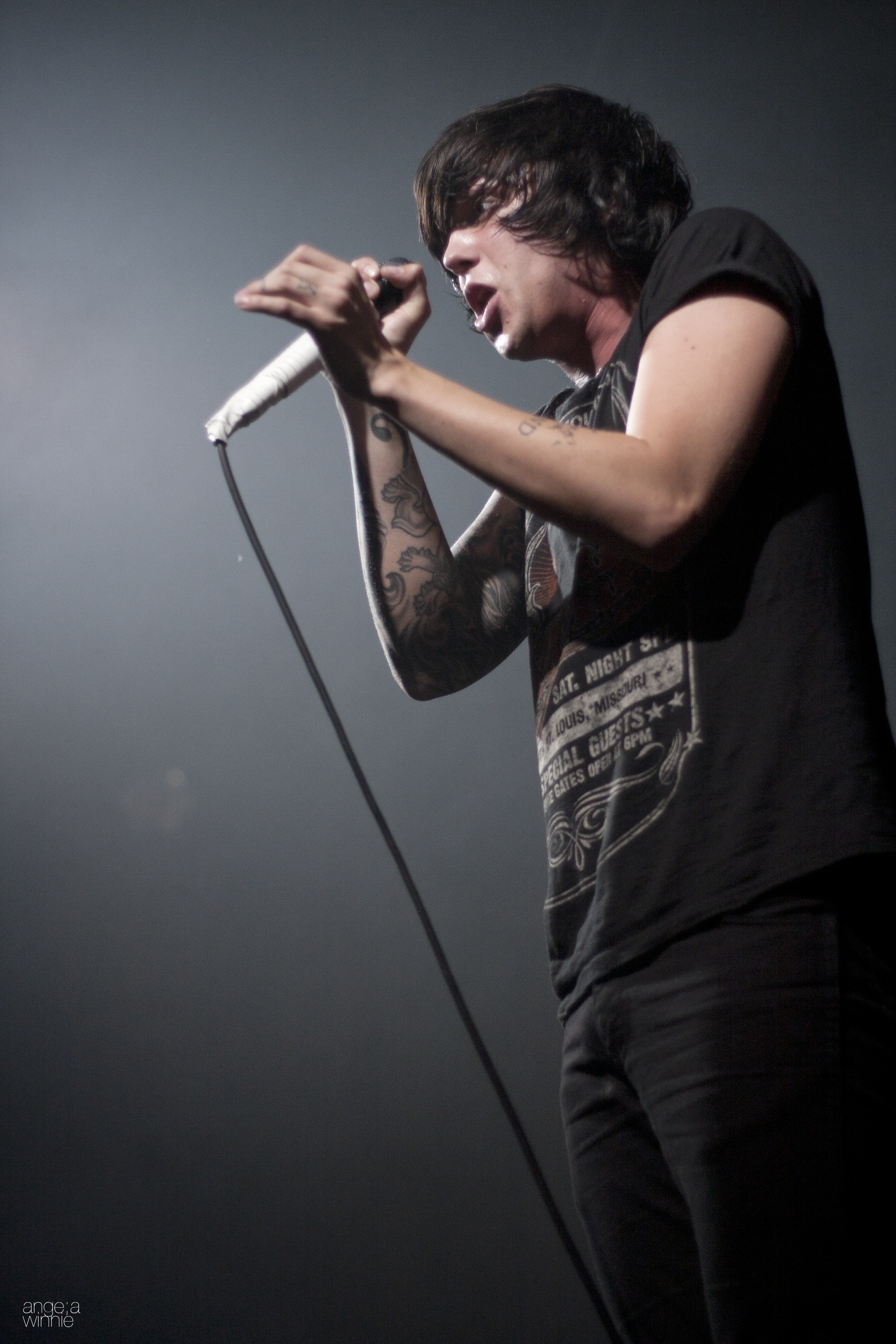
Келлин Куинн во время выступления на Collide With The Sky Tour.

- Келлин Куинн (Kellin Quinn) — вокал, клавишные (2009 — настоящее время)
- Джастин Хиллс (Justin Hills) — бас-гитара, бэк-вокал (2009 — настоящее время)
- Алекс Ховард (Alex Howard) — гитара, бэк-вокал (2014 — настоящее время)
- Ник Мартин (Nick Martin) — ритм-гитара, вокал (2013 — настоящее время)

Бывшие участники
- Гейб Бэрам (Gabe Barham) — ударные (2009 — 2019)
- Брэндон МакМастер (Brandon McMaster) — соло-гитара (2009—2010)
- Брайан Колзини (Brian Calzini) — вокал (2009)
- Пол Рассел (Paul Russell) — бас-гитара (2009)
- Алекс Колоджан (Alex Kaladjian) — ударные (2009)
- Дэйв Агулиар (Dave Aguliar) — ритм-гитара (2009)
- Ник Тромбино (Nick Trombino) — бэк-вокал, ритм-гитара (2009—2010)
- Джесси Лоусон (Jesse Lawson) — бэк-вокал, ритм-гитара (2010—2013)
- Джек Фаулер (Jack Fowler) — соло-гитара, программирование (2011 — 2022)

## Дискография

### Студийные альбомы
| Год                                       | Альбом                            | Лейбл        | Места в чарте | Места в чарте | Места в чарте | Места в чарте |  |
| Год                                       | Альбом                            | Лейбл        | US 200        | US Indie      | US Hard Rock  | US Heat       |  |
| ----------------------------------------- | --------------------------------- | ------------ | ------------- | ------------- | ------------- | ------------- |  |
| 2010                                      | With Ears to See and Eyes to Hear | Rise         | —             | 36            | —             | 7             |  |
| 2011                                      | Let's Cheers to This              | Rise         | 78            | 13            | 5             | —             |  |
| 2013                                      | Feel                              | Rise         | 3             | 2             | 2             | —             |  |
| 2015                                      | Madness                           | Epitaph      | 13            | —             | —             | —             |  |
| 2017                                      | Gossip                            | Warner Bros. | 38            | —             | —             | —             |  |
| 2019                                      | How It Feels To Be Lost           | Sumerian     | -             | -             | -             | -             |  |
| 2022                                      | Complete Collapse                 | Sumerian     |               |               |               |               |  |
| «—» denotes a release that did not chart. |                                   |              |               |               |               |               |  |

### Синглы
| Год  | Название                                     | Альбом                                             |
| ---- | -------------------------------------------- | -------------------------------------------------- |
| 2010 | «You Kill Me (In a Good Way)»                | With Ears to See and Eyes to Hear                  |
| 2010 | «If I’m James Dean, You’re Audrey Hepburn»   | With Ears to See and Eyes to Hear                  |
| 2010 | «With Ears to See, and Eyes to Hear»         | With Ears to See and Eyes to Hear                  |
| 2011 | «Do It Now Remember It Later»                | Let's Cheers to This                               |
| 2011 | «Fire»                                       | Let's Cheers to This                               |
| 2011 | «If You Can’t Hang»                          | Let's Cheers to This                               |
| 2011 | «A Trophy Father’s Trophy Son»               | Let's Cheers to This                               |
| 2012 | «Stomach Tied In Knots»                      | If You Were a Movie, This Would Be Your Soundtrack |
| 2012 | «Roger Rabbit»                               | If You Were a Movie, This Would Be Your Soundtrack |
| 2012 | «Don't You Ever Forget About Me»             | If You Were a Movie, This Would Be Your Soundtrack |
| 2012 | «Dead Walker Texas Ranger»                   | Не альбомный сингл                                 |
| 2013 | «Low»                                        | Feel                                               |
| 2013 | «Alone» (с участием MGK)                     | Feel                                               |
| 2013 | «Congratulations» (с участем Мэтти Муллинса) | Feel                                               |
| 2014 | «Kick Me»                                    | Madness                                            |
| 2015 | «We Like it Loud»                            | Madness                                            |
| 2015 | «Go Go Go»                                   | Madness                                            |
| 2015 | «The Strays»                                 | Madness                                            |
| 2015 | «Better Off Dead»                            | Madness                                            |
| 2017 | «Legends»                                    | Gossip                                             |
| 2017 | «Empire to Ashes»                            | Gossip                                             |
| 2017 | «Cheers»                                     | Gossip                                             |
| 2017 | «Trouble»                                    | Gossip                                             |
| 2017 | «Christmas on the Road»                      | Не альбомный сингл                                 |
| 2019 | «Leave it All Behind»                        | How it Feels to Be Lost                            |
| 2019 | "Break Me Down"                              | How it Feels to Be Lost                            |
| 2019 | "Agree To Disagree"                          | How it Feels to Be Lost                            |
| 2019 | "How It Feels To Be Lost"                    | How it Feels to Be Lost                            |
| 2022 | «Bloody Knuckles»                            | Complete Collapse                                  |
| 2022 | "Crosses" (с участем Спенсер Чемберлена)     | Complete Collapse                                  |
| 2022 | "Let You Down" (с участем Шарлотты Сандс)    | Complete Collapse                                  |
| 2022 | "Complete Collapse"                          | Complete Collapse                                  |
| 2022 | "Don't Let the Party Die"                    | Complete Collapse (Deluxe Edition)                 |

### Мини-альбомы
- If You Were a Movie, This Would Be Your Soundtrack (Rise, 2012)

### Демозаписи
- Demo (самоиздание, 2009)

### Сборники
- Punk Goes Pop 4 with «Fuck You» (кавер Cee Lo Green)
- Warped Tour 2012 «Tally It Up, Settle the Score»

## Видеография
| Год  | Название                                                            | Режиссёр(ы)          |
| ---- | ------------------------------------------------------------------- | -------------------- |
| 2009 | "If I'm James Dean, You're Audrey Hepburn"                          | Калеб Маллери        |
| 2010 | "With Ears to See and Eyes to Hear"                                 | Сэм Линк             |
| 2011 | "If You Can't Hang"                                                 | Thunder Down Country |
| 2012 | "Do It Now Remember It Later"                                       | Иззи Кампос          |
| 2012 | "Roger Rabbit"                                                      | Дрю Расс             |
| 2013 | "Alone (feat. MGK)"                                                 | Sitcom Soldiers      |
| 2013 | "Congratulations (feat. Мэтти Муллинс)"                             | Дрю Расс             |
| 2014 | "Kick Me"                                                           | Sitcom Soldiers      |
| 2015 | "Go Go Go"                                                          | Шон Гарсиа           |
| 2015 | "The Strays"                                                        | Sitcom Soldiers      |
| 2015 | "Better Off Dead"                                                   | Sitcom Soldiers      |
| 2016 | "Gold"                                                              |                      |
| 2019 | "Leave It All Behind" "Agree To Disagree" "How It Feels To Be Lost" |                      |
| 2022 | "Crosses"                                                           | Брайан Кокс          |
| 2022 | "Let You Down"                                                      |                      |
| 2022 | "Complete Collapse"                                                 | Брайан Кокс          |
| 2022 | "Be Happy"                                                          | Александр Суэтр      |
| 2022 | "Don't Let the Party Die"                                           |                      |